# Subjekt (grammatik)
 For alternative betydninger, se Subjekt. (Se også artikler, som begynder med Subjekt)
Subjekt eller grundled (fra latin subjectum, perfektum participium af verbet subjicere, 'lægge under') = grundled i en sætning.
En sætning består normalt af to led, hvoraf det ene er et subjekt, og det andet er et verballed. En sætning kan også blot bestå af et verballed alene. Man finder subjektet ved at spørge "hvem + verbalet, fx hvem spiser?" I sætningsanalyse markeres et grundled med et kryds (×).
Hvis verbet er aktivt, er subjektet den, der udfører handlingen; hvis det er passivt, den, som handlingen "går ud over" (= objektet i en aktiv sætning). I de sprog, der har kasus, er det almindeligvis nominativ, der bruges som subjekt.

## Eksempler
Man kan kende subjektet ved at det kan udskiftes med et pronomen i nominativ, fx "Den lille dreng spiser = han spiser".
Andre gange oplever man foruden det reelle subjekt et formelt subjekt, fx "Der (formelt subjekt) er snavs (reelt subj.) på blusen."
Man kan også møde et foreløbigt subjekt, fx "Det (foreløbigt subj.) er usundt at spise (reelt subj.) mange lakridser."